# Förstakammarvalet i Sverige 1873
Förstakammarvalet i Sverige 1873 var egentligen flera fyllnadsval i Sverige. Valet utfördes av landstingen och i de städer som inte hade något landsting utfördes valet av stadsfullmäktige.

## Invalda riksdagsmän
Uppsala läns valkrets:
- Emanuel De Geer

Jönköpings läns valkrets:
- Gustaf Rydén

Kalmar läns norra valkrets:
- Eduard Carleson

Malmöhus läns valkrets:
- Carl von Platen
- Christoffer Olsson i Eskilstorp
- Otto Ramel

Älvsborgs läns valkrets:
- Johannes Jansson

Skaraborgs läns valkrets:
- Carl Storckenfeldt
- Anders Wallenius

Västernorrlands läns valkrets:
- Svante Hamberg